# Egyenes vevő
Az egyenes vevő alatt olyan rádióvevő készüléket értünk, amelynél az antenna által felfogott jel frekvenciája egészen a demodulátorig nem változik.
A több fokozatú egyenes vevők a detektoros rádióvevő készülékektől abban térnek el,  hogy a demodulátoron, detektoron kívül erősítőelemeket tartalmaznak, működésükhöz pedig tápfeszültség szükséges.

## Az egyenes vevők felépítése
A legegyszerűbb egyenes vevő a detektoros rádió. A működési elve az, hogy egy hangolt kör az antennajelből kiszűri a venni kívánt rádióállomás által kisugárzott modulált jelet, amit közvetlen a detektorra kapcsolnak. A detektor, illetve demodulátor kimenetén pedig megjelenik a hangfrekvenciás jel, amit egy fülhallgatóba vezetnek.
Az ilyen készülékeknél a problémát az jelentette, hogy
- kicsi volt a bemeneti érzékenységük, így csak a közeli, erős jelek vételére volt alkalmas
- kicsi volt a kimeneti jelerősség, csak egy fülhallgató megszólaltatásához volt elegendő

A rádiókészülékek minőségében előrelépést jelentett az elektroncsövek megjelenése. Az elektroncsöves kapcsolások bemeneti érzékenysége jóval nagyobb lett, mint az egyszerű kristálydetektoroké, valamint a kimenő hangfrekvenciás jel is erősebb lett. Lényeges javulást hozott a visszacsatolt audion:
- nagyobb lett a bemeneti érzékenység, távolabbi, gyengébb jelek vétele is lehetővé vált
- nagyobb lett a kimeneti jelerősség, fejhallgató, vagy kisebb teljesítményű hangszórók megszólaltatásához elegendő teljesítményt volt képes leadni.

Az egy erősítőfokozatot és egy hangolt kört tartalmazó vevőkészülékek
- szelektivitása gyenge volt, a közeli frekvenciákon üzemelő rádióállomások jelei zavarták egymást
- a kimenő jel továbbra sem volt elegendő hogy hangszórón is jó minőségű hangot szolgáltasson.

A gyenge kimeneti jel problémáját úgy oldották meg, hogy az audion, illetve demodulátor után egy, vagy több hangfrekvenciás erősítőt építettek a készülékbe.
A gyenge szelektivitásra pedig az jelentett megoldást, hogy az audion, illetve a demodulátor elé rádiófrekvenciás hangolt előerősítő fokozatot kapcsoltak.
Több típusa alakult ki az egyenes vevőknek, a különféle típusokat x-V-y jelöléssel határozták meg. Az x a rádiófrekvenciás előerősítő fokozatok számát jelölte, az y pedig a hangfrekvenciás erősítőfokozatok számát. A V pedig a demodulátort jelölte.
A detektoros rádiót, illetve az egyfokozatú audiont 0-V-0 jelöléssel jelezték.
A kezdetekben olyan rádiókészülékeket is készítettek, ahol egy egyszerű detektoros rádió jelét erősítették egy hangfrekvenciás erősítővel. Az ilyen készülékeket 0-V-1 jellel jelölték.
Az alábbi ábrán egy 0-V-1 felépítésű rádió látható, tranzisztoros hangfrekvenciás erősítővel megvalósítva:
A P1-P2 az antenna-földelés csatlakozó, a P1 ponton bejövő antennajel a C4 leválasztókondenzátoron keresztül kerül az (L1+L2)xC1 rezgőkörbe. A rezgőkör az üzemi frekvenciáján kívül eső rezgéseket rövidre zárja, így a D1 tűsdióda anódjára csak a rezgőkör által meghatározott komponense kerül az antennajelnek. A D1+(R1xC2) diódás demodulátort alkot. Az egyszerű, R2, T1 alkatrészekből álló hangfrekvenciás erősítőre a hangjel a C3 kondenzátoron keresztül kapcsolódik. A P3-P4 kapocsra csatlakoztatott fülhallgató a T1 tranzisztor kollektorellenállásaként is funkcionál.
Egy x-V-2 felépítésű készülék már több wattos kimenő teljesítményt is produkált, nagyobb hangszórókkal jó minőségű hangot adott.
A szelektivitást és a bemeneti érzékenységet tovább növelte a rádiófrekvenciás előerősítő fokozatok demodulátor elé építése.
2-nél több fokozatnál már problémát jelentett a fokozatok egyszerre hangolása, együttfutása, így 2-V-x -nél több előerősítőt tartalmazó egyenes vevőt nem építettek.
A szuperheterodin rendszerű rádiók megjelenése véget vetett az egyenes vevők korszakának, ugyanis egy szuperheterodin rendszerű rádió is többnyire 2 rádiófrekvenciás hangolt kört tartalmaz, amelynek az együttfutását meg kell oldani, viszont mind szelektivitásban, mind bemeneti érzékenységben felülmúlja a 2-V-x kapcsolású rádiókat.
A 0-V-1, 0-V-2, 0-V-3 kapcsolások a tranzisztorok feltalálása után ismét visszaköszöntek, mivel az első tranzisztorok még a rádiófrekvenciás jelek erősítésére alkalmatlanok voltak, viszont jó minőségű hangfrekvenciás erősítők építését lehetővé tették. Az első tranzisztoros rádiók egyenes vevők voltak. Ez a megoldás tette lehetővé az első kis méretű, kis fogyasztású hordozható rádiók építését.
A fenti ábra egy 0-V-2 elrendezésű tranzisztoros egyenes vevőt mutat be.
- P1-P2 kapcsokra az antenna-földelés kapcsolódik.
- P3-P5 kapocsra csatlakozik a hangszóró.
- P4-P5 kapocsra a telep, P4 csatlakozóra a negatív, P5 csatlakozóra a pozitív ág. A PNP tranzisztorok használatából eredően a rendszer pozitív földelésű.
- A rezgőkört a C1-C2 forgókondenzátor és az L1-L2 tekercs alkotja. A két tekercs közös vasmagra van csévélve, az L1:L2 menetszámarány 3:1.
- A D1 dióda végezte a demodulációt, a demodulált jelet pedig 2 fokozatú tranzisztoros erősítő erősítette arra a szintre, ami már képes volt megszólaltatni egy hangszórót.

A tranzisztorok később alkalmassá váltak rádiófrekvenciás jelek erősítésére is. "A tranzisztoros RF oszcillátorok ez idő szerint (1962) általában csak a hosszú- és középhullámú sávban működnek. Könnyen hozzáférhető tranzisztorral csak kivételes esetben sikerül 3 MHz-nél nagyobb frekvenciájú rezgést kelteni."  -idézet egy 1962-ben megjelent szakirodalomból.
A 3 MHz, illetve az ennél nagyobb határfrekvenciájú tranzisztorok megjelenése okafogyottá tette az egyenes vevők építését, hiszen a sokkal jobb hatásfokú, szuperheterodin rendszer már évtizedek óta bevett technológia volt a rádióiparban.

## Gyakorlati jelentősége
Az egyenes vevő már idejétmúlt technológia, kereskedelemben kapható rádiókészülékeket már nem gyártanak ezekkel a kapcsolásokkal. Technológiai jelentősége viszont továbbra is megmaradt:
- oktatásban, tanulásban: kezdő rádióamatőrök, rádiótechnikát, rádióműszerész szakmát tanulók szívesen építenek, terveznek ilyen készülékeket, mivel az építés, tervezés során gyakorlati ismeretekre tehetnek szert. Nem ritka, hogy kísérleti jelleggel a legmodernebb félvezetőkből is megépítik ezeket a régi kapcsolásokat.
- méréstechnikában: mivel az egyenes vevő nem tartalmaz helyi oszcillátort, így nem okoz semmilyen rádiófrekvenciás zavart, tehát nem zavarja a mérendő készüléket. Mivel nem tartalmaz keverőt sem, így tükörfrekvenciás zavar sem keletkezik.
- rádiótechnikai fejlesztéseknél: a félvezetők fejlesztésénél mindig problémát jelent az erősítésre alkalmas alkatrészek felső határfrekvenciája. A technológia fejlődése folyamán a nagyfrekvenciás jel egyenirányítását mindig hamarább sikerült megoldani, mint az erősítését. Az olyan nagy frekvenciákon, ahol az egyenirányítás már megoldódott, viszont az erősítés még nem, az egyenes vevők lehetővé teszik hogy ezeken a nagy frekvenciákon is vizsgálják a rádióhullámok terjedését.